# 張登瀛 (光緒進士)
張登瀛，甘肅省秦州直隸州人，清朝政治人物、進士出身。
光緒十二年（1886年），参加光緒丙戌科殿試，登進士二甲88名。同年五月，著主事分部学习。